# 12203 Gehling
12203 Gehling è un asteroide della fascia principale. Scoperto nel 1981, presenta un'orbita caratterizzata da un semiasse maggiore pari a 2,9820325 au e da un'eccentricità di 0,0715096, inclinata di 8,76170° rispetto all'eclittica.